# فاي مورغان تايلور
فاي مورغان تايلور (بالإنجليزية: Fay Morgan Taylor)‏ هي رسامة أمريكية، ولدت في 25 يونيو 1909 في بيتسبرغ في الولايات المتحدة، وتوفيت في 25 يونيو 1990 في نوفاتو في الولايات المتحدة.